# Luis Fernández Ochoa
Luis Fernández Ochoa (* 13. Januar 1965 in Madrid) ist ein ehemaliger spanischer Skirennläufer.

## Karriere
Fernández Ochoa gab sein internationales Renndebüt 1982 bei den ersten Juniorenweltmeisterschaften in Auron, wobei er im Riesenslalom Platz 35 erreichte. Zwei Jahre später nahm er erstmals an Olympischen Winterspielen teil. Bei den Wettkämpfen in Sarajevo schied er jedoch sowohl im Riesenslalom, als auch im Slalom aus. Gleiches passierte ihm im darauffolgenden Jahr bei den Weltmeisterschaften in Bormio.
Seine ersten Platzierungen bei einem internationalen Großereignis gelangen ihm 1987 bei den Weltmeisterschaften in Crans-Montana mit einem 22. Rang im Slalom bzw. einem 27. Rang im Riesenslalom.
Den größten Erfolg seiner Karriere feierte Fernández Ochoa 1988 bei den Olympischen Winterspielen in Calgary mit Rang 18 im Slalom.

## Privates
Luis Fernández Ochoa stammt aus einer der bekanntesten Sportfamilien Spaniens. Sein Bruder Francisco gewann 1972 die erste spanische Goldmedaille bei Olympischen Winterspielen. Seine Schwester Blanca war ebenfalls erfolgreiche Skirennläuferin, sie gewann 1992 als erste spanische Frau eine Medaille bei Olympischen Winterspielen. Auch zwei weitere Geschwister, Dolores und Juan waren als Skirennläufer aktiv.

## Erfolge

### Olympische Winterspiele
- Sarajevo 1984: DNF Riesenslalom, DNF Slalom
- Calgary 1988: 18. Slalom, DNF Super-G, DNF Riesenslalom

### Weltmeisterschaften
- Bormio 1985: DNF Riesenslalom, DNF Slalom
- Crans-Montana 1987: 22. Slalom, 27. Riesenslalom, DNF Super-G[5]

### Juniorenweltmeisterschaften
- Auron 1982: 35. Riesenslalom